# Bodum
Bodum, Inc., (también conocido como BODUM) es una empresa fabricante de utensilios de cocina fundada en Copenhague, Dinamarca, en 1944 por Peter Bodum.
Los productos estrella de la empresa son cafeteras de émbolo, cafeteras por vacío (las "Santos"), y vasos para bebidas de pared doble hechos de vidrio borosilicatado. Es propietaria del término "FrenchPress" (prensa francesa, como también se conocen a las cafeteras de émbolo) en muchos países.
Debido a su frecuente uso en Francia, también a cafeteras de este tipo de otras marcas se les denomina Bodum.